# عقرة (قضاء)
قضاء عقرة (بالكردية: قەزای ئاکرێ)‏، هو قضاء من أقضية العراق التابع إداريًا لمحافظة دهوك في إقليم كوردستان. ومركزه مدينة عقرة.